# Pognana Lario
Pognana Lario – miejscowość i gmina we Włoszech, w regionie Lombardia, w prowincji Como.
Według danych na rok 2004 gminę zamieszkiwało 901 osób, 225,2 os./km².

## Bibliografia

Pognana Lario
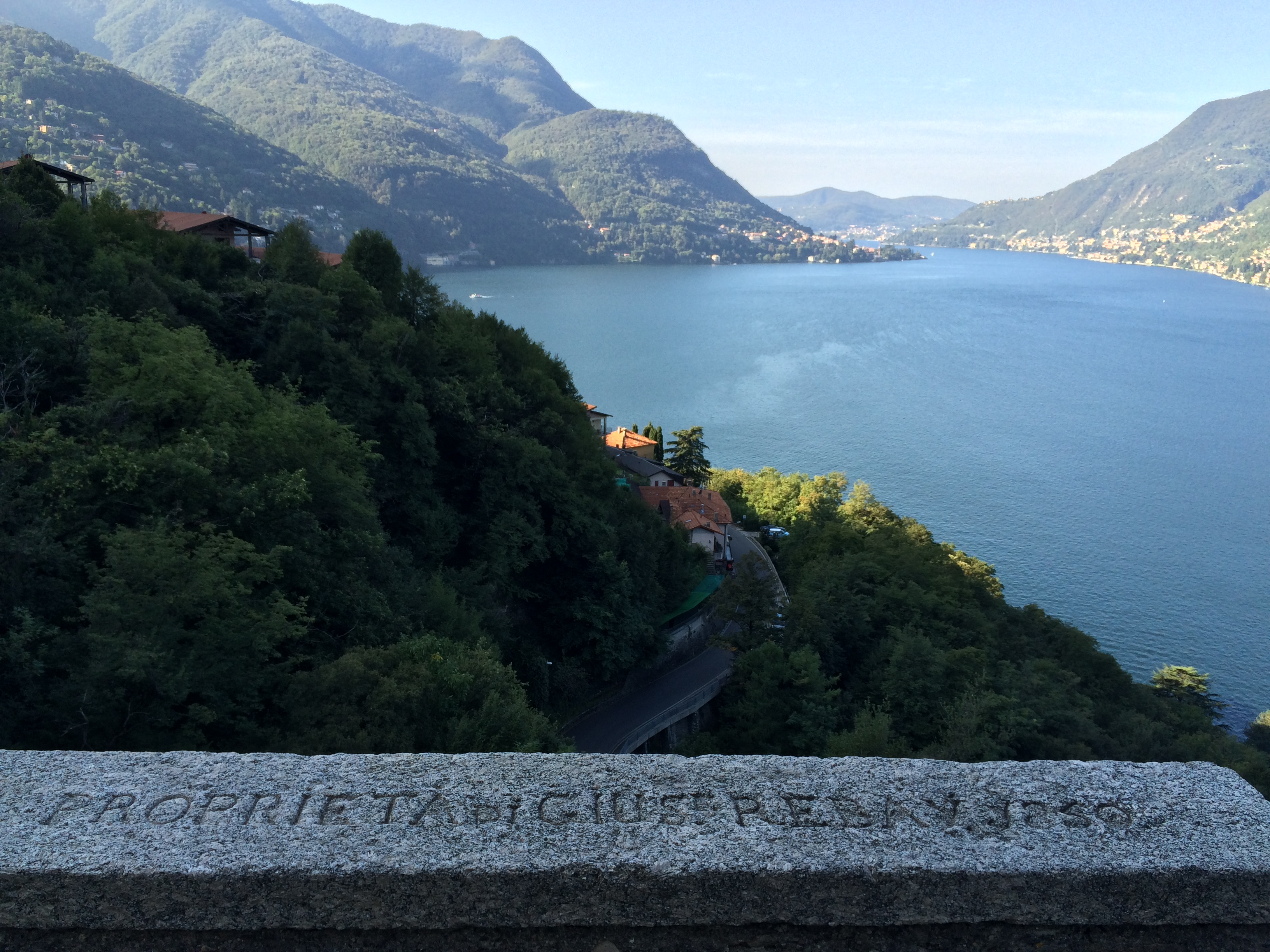
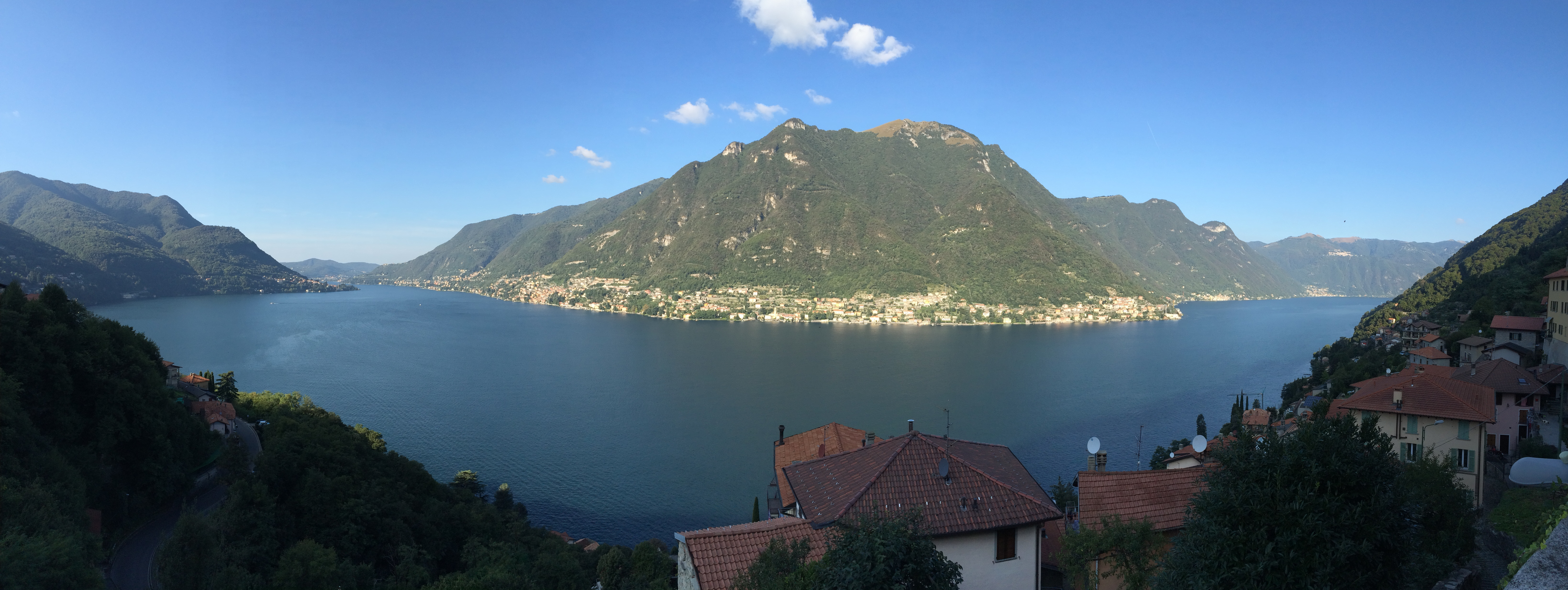
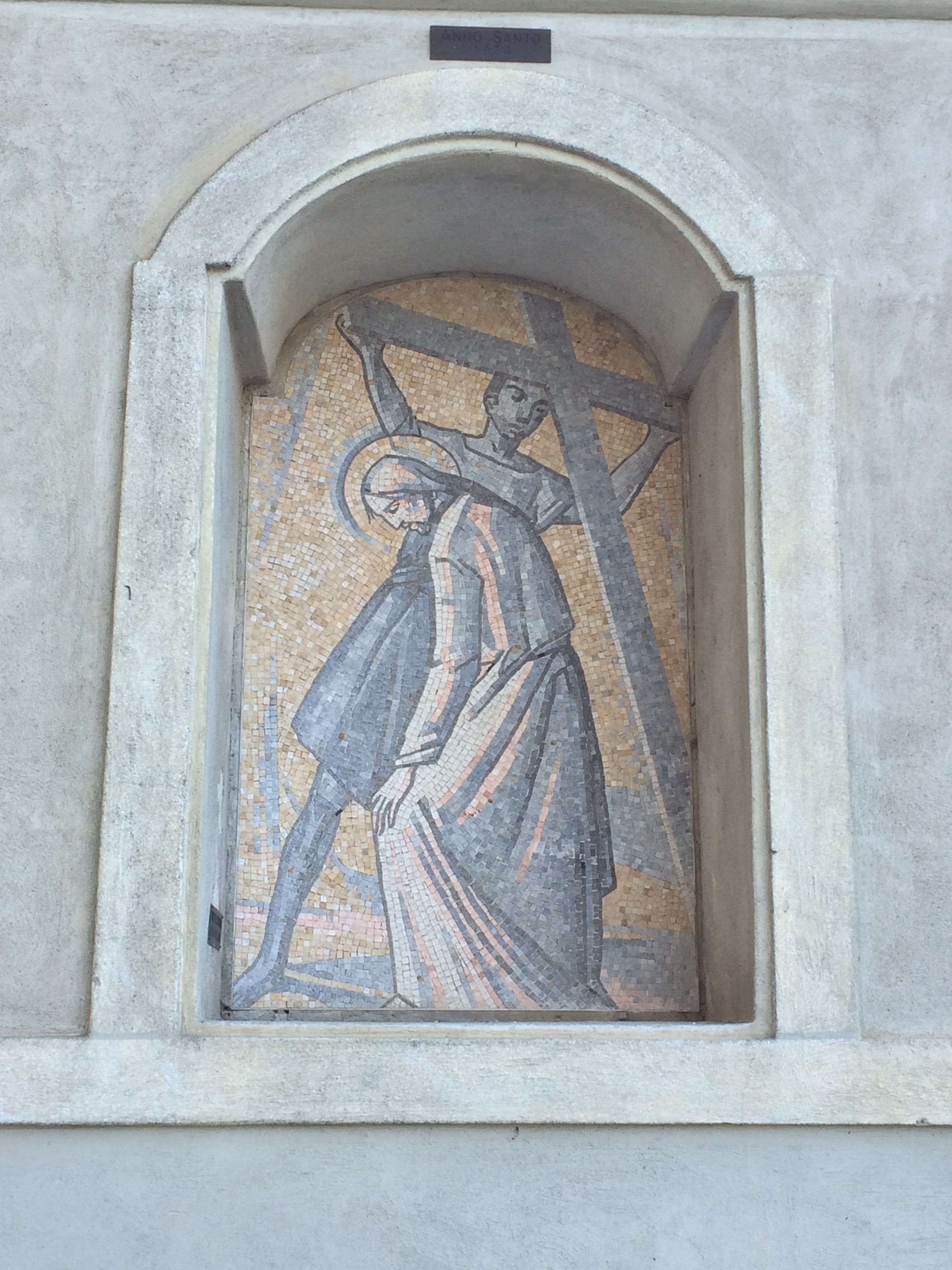
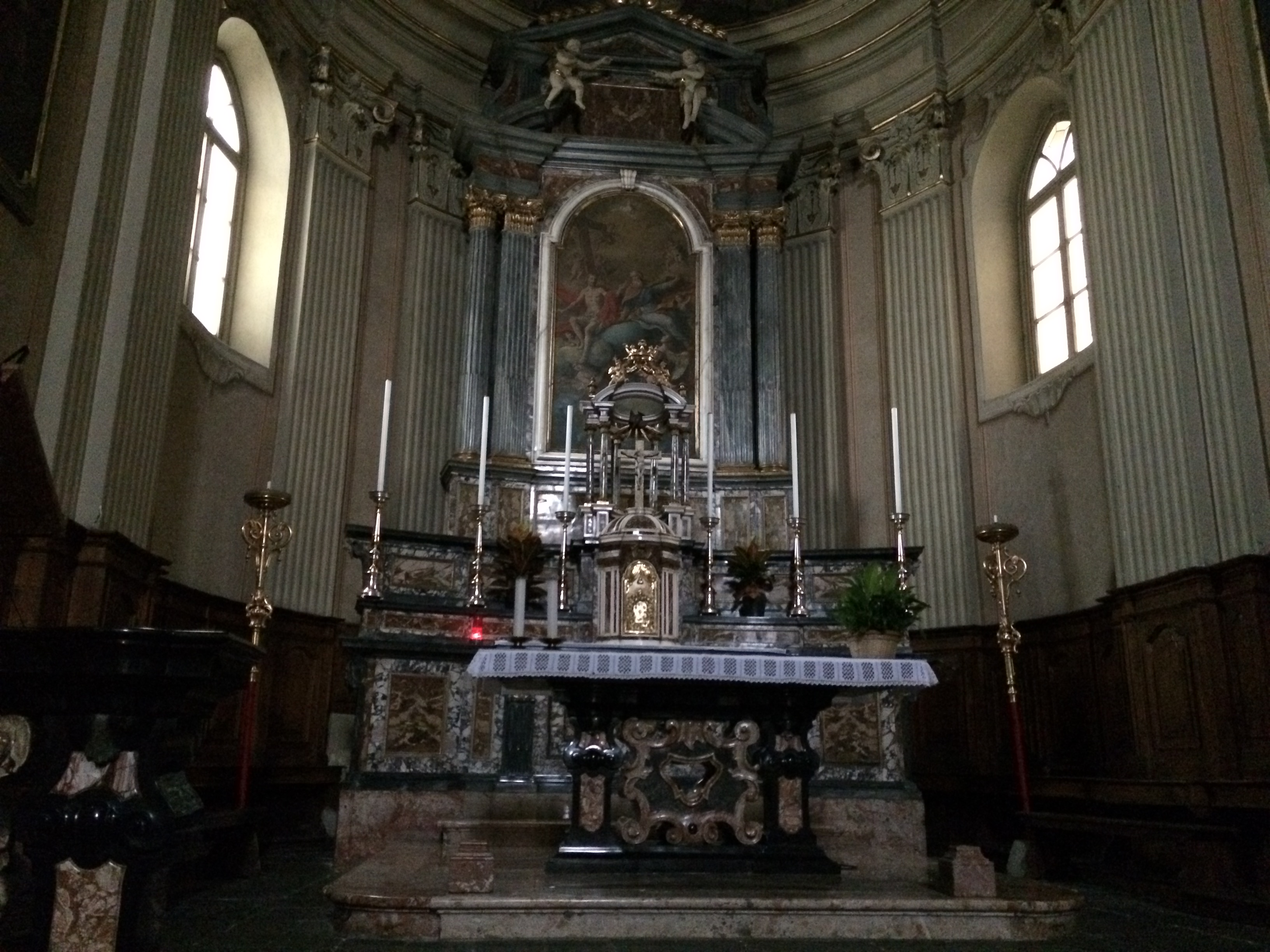
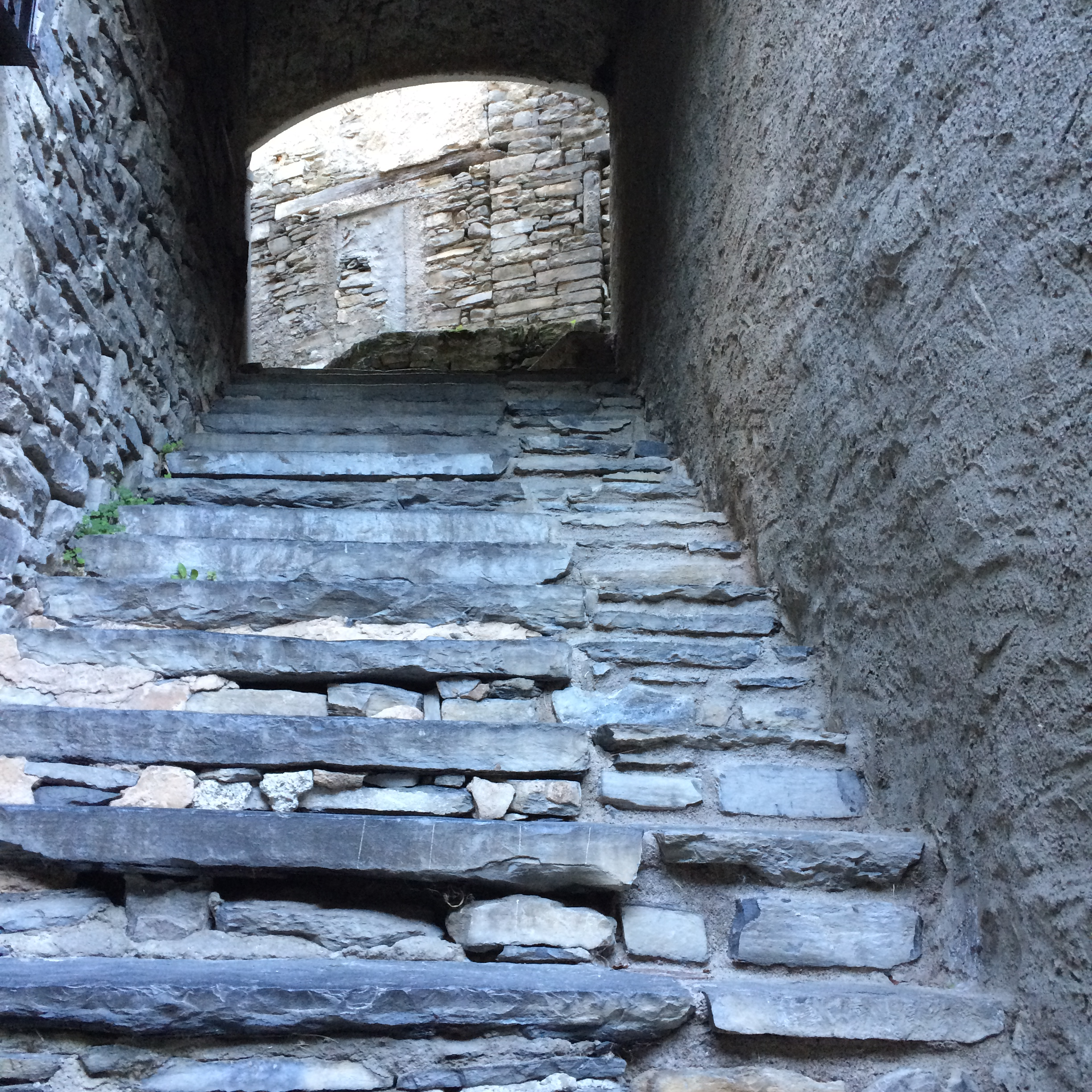